# Collaea argentina
Collaea argentina är en ärtväxtart som beskrevs av August Heinrich Rudolf Grisebach. Collaea argentina ingår i släktet Collaea, och familjen ärtväxter. Inga underarter finns listade i Catalogue of Life.